# Lista de pay-per-views semanais da Total Nonstop Action Wrestling (2003)

Logotipo usado pela NWA-TNA

Esta é uma lista dos pay-per-views semanais realizados pela Total Nonstop Action Wrestling (TNA). A promoção foi fundada em 10 de maio de 2002. Mais tarde naquele mesmo ano, a National Wrestling Alliance (NWA) concedeu a TNA o controle sobre seus campeonatos mundiais dos pesos-pesados e de duplas, tornando-se assim numa subsidiária da NWA, tendo posteriormente seu nome alterado para NWA-TNA. Inicialmente, os shows da TNA funcionariam como pay-per-views semanais e seriam a principal fonte de receita da empresa, no lugar de pay-per-views mensais utilizados por outras promoções. Esses shows começaram em 19 de junho de 2002 e foram realizados principalmente no TNA Asylum (Tennessee State Fairgrounds Sports Arena) em Nashville, Tennessee. Depois de 27 meses e 110 eventos, os diretores da TNA sentiram que tinham uma base de fãs para começar a realizar um programa de televisão semanal e pay-per-views mensais com três horas de duração. O último desses 110 pay-per-views foi realizado em 8 de setembro de 2004. A lista a seguir apresenta todos esses eventos realizados no ano de 2003.
| ← Lista dos pay-per-views semanais → |
| --- |
| 26 • 27 • 28 • 29 • 30 • 31 • 32 • 33 • 34 • 35 • 36 • 37 • 38 • 39 • 40 • 41 • 42 • 43 • 44 • 45 • 46 • 47 • 48 • 49 • 50 • 51 • 52 • 53 • 54 • 55 • 56 • 57 • 58 • 59 • 60 • 61 • 62 • 63 • 64 • 65 • 66 • 67 • 68 • 69 • 70 • 71 • 72 • 73 • 74 Ver também • Referências • Ligações externas |

## NWA/TNA PPV 26
NWA/TNA PPV 26 foi um evento pay-per-view promovido pela NWA-Total Nonstop Action, ocorreu no dia 8 de janeiro de 2003 no Fairgrounds Coliseum na cidade de Nashville, Tennessee.

### Resultados
| Nº                          | Lutas                                                                               | Estipulação                                         | Duração |
| --------------------------- | ----------------------------------------------------------------------------------- | --------------------------------------------------- | ------- |
| Dark                        | CM Punk derrotou Colt Cabana                                                        | Luta individual                                     | N/A     |
| Dark                        | A.J. Styles derrotou Adam Jacobs                                                    | Luta individual                                     | N/A     |
| 1                           | David Young e Tony Mamaluke derrotaram EZ Money e Kid Kash                          | Luta de duplas                                      | 07:42   |
| 2                           | Sonny Siaki (c) derrotou Jason Cross                                                | Luta individual pelo NWA X Division Championship    | 08:10   |
| 3                           | Jerry Lynn e Ron Killings derrotaram BG James e Don Harris por desqualificação.     | Luta de duplas                                      | 06:29   |
| 4                           | America's Most Wanted (James Storm e Chris Harris) derrotaram Brian Lee e Slash (c) | Luta de duplas pelo NWA World Tag Team Championship | 14:15   |
| 5                           | Curt Hennig derrotou David Flair                                                    | Axe Handle on a pole                                | 02:39   |
| 6                           | Jeff Jarrett derrotou Christopher Daniels                                           | Luta individual                                     | 04:45   |
| 7                           | Jeff Jarrett derrotou Elix Skipper                                                  | Luta individual                                     | 05:56   |
| 8                           | Jeff Jarrett derrotou Low-Ki por desqualificação.                                   | Luta individual                                     | 06:51   |
| (c) - Campeão antes da luta |                                                                                     |                                                     |         |

## NWA/TNA PPV 27
NWA/TNA PPV 27 foi um evento pay-per-view promovido pela NWA-Total Nonstop Action, ocorreu no dia 15 de janeiro de 2003 no Fairgrounds Coliseum na cidade de Nashville, Tennessee.

### Resultados
| Nº                          | Lutas | Estipulação                                         | Duração |
| --------------------------- | --- | --------------------------------------------------- | ------- |
| Dark                        | David Young derrotou Iceberg por desqualificação.                                                                                 | Luta individual                                     | N/A     |
| Dark                        | Wagner Brown derrotou John Walters                                                                                                | Luta individual                                     | N/A     |
| Dark                        | Jorge Estrada derrotou Chris Michaels                                                                                             | Luta individual                                     | N/A     |
| 1                           | America's Most Wanted (Chris Harris e James Storm) (c) derrotaram Chris Divine e Quiet Storm                                      | Luta de duplas pelo NWA World Tag Team Championship | 07:08   |
| 2                           | A.J. Styles derrotou Ron Killings                                                                                                 | Luta individual                                     | 08:47   |
| 3                           | Desire derrotou April Hunter | Luta individual                                     | 02:58   |
| 4                           | Jerry Lynn derrotou Mike Sanders                                                                                                  | Luta individual                                     | 07:48   |
| 5                           | David Young derrotou Jason Cross                                                                                                  | Luta individual                                     | 05:20   |
| 6                           | Sonny Siaki derrotou Kid Kash | Luta individual                                     | 04:50   |
| 7                           | Vince Russo, Low-Ki, Christopher Daniels e Elix Skipper derrotaram Dusty Rhodes, The Road Warriors (Hawk e Animal) e Jeff Jarrett | Luta de quartetos                                   | 11:41   |
| (c) - Campeão antes da luta | |                                                     |         |

## NWA/TNA PPV 28
NWA/TNA PPV 28 foi um evento pay-per-view promovido pela NWA-Total Nonstop Action, ocorreu no dia 22 de janeiro de 2003 no Fairgrounds Coliseum na cidade de Nashville, Tennessee.

### Resultados
| Nº                          | Lutas | Estipulação                                           | Duração |
| --------------------------- | --- | ----------------------------------------------------- | ------- |
| Dark                        | Rick Santel derrotou Matt Stryker | Luta individual                                       | N/A     |
| Dark                        | Agent Steele e Madison derrotaram Roderick Strong e Cedric Strong | Luta de duplas                                        | N/A     |
| Dark                        | Kid Kash derrotou Xavier | Luta individual                                       | N/A     |
| 1                           | The Amazing Red, The S.A.T. (Jose e Joel Maximo) derrotaram Jimmy Yang, David Young e Shark Boy | Luta de trios                                         | 12:29   |
| 2                           | Ashley Hudson derrotou Jorge Estrada | Luta individual                                       | 05:00   |
| 3                           | A.J. Styles derrotou Larry Zbyszko | Luta individual                                       | 05:49   |
| 4                           | Mike Sanders e David Flair derrotaram Ron Killings e Jerry Lynn | Luta de duplas                                        | 07:49   |
| 5                           | Low-Ki e Elix Skipper derrotaram America's Most Wanted (Chris Harris e James Storm) | Luta de duplas pelo NWA World Tag Team Championship   | 15:18   |
| 6                           | Sonny Siaki (c) derrotou Athena e Chris Vaughn | Luta triangular pelo NWA X Division Championship      | 01:24   |
| 7                           | Jeff Jarrett (c) derrotou Don Harris, BG James e Christopher Daniels - Jarrett eliminou Harris arremessando por cima da terceira corda. (07:55) - Jarrett eliminou James arremessando por cima da terceira corda (07:59) - Jarrett derrotou Daniels (10:24). | Luta Gauntlet pelo NWA World Heavyweight Championship | 10:24   |
| (c) - Campeão antes da luta | |                                                       |         |

## NWA/TNA PPV 29
NWA/TNA PPV 29 foi um evento pay-per-view promovido pela NWA-Total Nonstop Action, ocorreu no dia 29 de janeiro de 2003 no Fairgrounds Coliseum na cidade de Nashville, Tennessee.

### Resultados
| Nº   | Lutas | Estipulação     | Duração |
| ---- | --- | --------------- | ------- |
| Dark | Matt Vandal e Mike Preston derrotaram Killer Kyle e Spyder                                                             | Luta de duplas  | N/A     |
| Dark | Bulldog LeDuc derrotou Salvatore Rinauro                                                                               | Luta individual | N/A     |
| Dark | Arrick Andrews derrotou Jason B.                                                                                       | Luta individual | N/A     |
| Dark | Tenacious Z derrotou Truth Martini                                                                                     | Luta individual | N/A     |
| 1    | The Amazing Red derrotou Jorge Estrada                                                                                 | Luta individual | 06:17   |
| 2    | David Flair derrotou Jerry Lynn                                                                                        | Luta individual | 05:11   |
| 3    | Mike Sanders derrotou Ron Killings                                                                                     | Luta individual | 07:31   |
| 4    | Larry Zbyszko derrotou A.J. Styles                                                                                     | Luta individual | 10:00   |
| 5    | Kid Kash e Trinity derrotaram Sonny Siaki e Desire                                                                     | Luta de duplas  | 06:16   |
| 6    | The Rock 'n' Roll Express (Ricky Morton e Robert Gibson) derrotaram America's Most Wanted (Chris Harris e James Storm) | Luta de duplas  | 08:48   |

## NWA/TNA PPV 30
NWA/TNA PPV 30 foi um evento pay-per-view promovido pela NWA-Total Nonstop Action, ocorreu no dia 5 de fevereiro de 2003 no Fairgrounds Coliseum na cidade de Nashville, Tennessee.

### Resultados
| Nº                          | Lutas | Estipulação                                         | Duração |
| --------------------------- | --- | --------------------------------------------------- | ------- |
| Dark                        | Jimmy Rave derrotou Matt Sydal | Luta individual                                     | N/A     |
| Dark                        | Tony Mamaluke e David Young derrotaram Rod Steel e Lex Lovett                                                                                                 | Luta de duplas                                      | N/A     |
| Dark                        | America's Most Wanted (Chris Harris e James Storm) derrotaram Jason Rumble e Rocky Reynolds                                                                   | Luta de duplas                                      | N/A     |
| Dark                        | Kid Kash derrotou Shark Boy | Luta individual                                     | N/A     |
| 1                           | Jorge Estrada derrotou Glen Gilbertti | Luta individual                                     | 06:52   |
| 2                           | Sonny Siaki (c) derrotou Amazing Red | Luta individual pelo NWA X Division Championship    | 09:44   |
| 3                           | Tenacious Z derrotou BG James | Luta individual                                     | 03:56   |
| 4                           | Ron Killings derrotou Jerry Lynn, Mike Sanders e David Flair - Lynn eliminou Sanders (07:31). - Lynn eliminou Flair (08:27). - Killings eliminou Lynn (8:55). | Luta de eliminação                                  | 08:55   |
| 5                           | Trinity derrotou Desire | Luta individual                                     | 08:23   |
| 6                           | Elix Skipper e Low-Ki vs. Brian Lee e Slash acabou sem vencedor, o título ficou vago.                                                                         | Luta de duplas pelo NWA World Tag Team Championship | 15:32   |
| (c) - Campeão antes da luta | |                                                     |         |

## NWA/TNA PPV 31
NWA/TNA PPV 31 foi um evento pay-per-view promovido pela NWA-Total Nonstop Action, ocorreu no dia 12 de fevereiro de 2003 no Fairgrounds Coliseum na cidade de Nashville, Tennessee.

### Resultados
| Nº                          | Lutas | Estipulação                                      | Duração |
| --------------------------- | --- | ------------------------------------------------ | ------- |
| Dark                        | Tony Mamaluke derrotoi Sean Evans por submissão. | Luta individual                                  | N/A     |
| Dark                        | David Young derrotou Johnny Swinger | Luta individual                                  | N/A     |
| Dark                        | Paul London derrotou Cru Jones | Luta individual                                  | N/A     |
| Dark                        | The SAT (Jose e Joel Maximo) derrotaram Matt Stryker e B.J. Whitmer | Luta de duplas                                   | N/A     |
| 1                           | America's Most Wanted (James Storm e Chris Harris) derrotaram The Rock 'n' Roll Express (Ricky Morton e Robert Gibson) | Luta de duplas                                   | 04:54   |
| 2                           | Harris Brothers (Ron e Don Harris) derrotaram Brian Lee e Slash | Luta de duplas                                   | 04:50   |
| 3                           | Kid Kash derrotou Sonny Siaki (c) | Luta individual pelo NWA X Division Championship | 07:10   |
| 4                           | Ron Killings, Jorge Estrada e Tenacious Z derrotaram Mike Sanders, Glen Gilbertti e BG James | Luta de trios                                    | 07:40   |
| 5                           | Steve Corino derrotou Low-Ki por desqualificação. | Luta individual                                  | 06:54   |
| 6                           | Jerry Lynn derrotou Shark Boy, Jose Maximo, Joel Maximo, Jimmy Rave, Tony Mamaluke, David Young e Paul London - Shark Boy eliminou Jose Maximo (01:00). - Shark Boy eliminou Joel Maximo (02:13). - Jimmy Rave eliminou Shark Boy (03:20). - Tony Mamaluke eliminou Rave (03:59). - David Young eliminou Mamaluke (06:04). - Jerry Lynn derrotou Young por submissão. (08:11) - Lynn derrotpu Paul London (15:04). | Luta Gauntlet                                    | 15:04   |
| 7                           | Raven derrotou The Sandman | Luta Falls Count Anywhere                        | 07:29   |
| (c) - Campeão antes da luta | |                                                  |         |

## NWA/TNA PPV 32
NWA/TNA PPV 32 foi um evento pay-per-view promovido pela NWA-Total Nonstop Action, ocorreu no dia 19 de fevereiro de 2003 no Fairgrounds Coliseum na cidade de Nashville, Tennessee.

### Resultados
| Nº                          | Lutas                                                                                            | Estipulação                                                                           | Duração |
| --------------------------- | ------------------------------------------------------------------------------------------------ | ------------------------------------------------------------------------------------- | ------- |
| Dark                        | Shark Boy derrotou Delirious                                                                     | Luta individual                                                                       | N/A     |
| Dark                        | Jorge Estrada derrotou Jeremy V                                                                  | Luta individual                                                                       | N/A     |
| Dark                        | Sonny Siaki derrotou Billy McNeil                                                                | Luta individual                                                                       | N/A     |
| Dark                        | Daizee Haze derrotou MsChif                                                                      | Luta individual                                                                       | N/A     |
| 1                           | America's Most Wanted (Chris Harris e James Storm) derrotaram Harris Brothers (Ron e Don Harris) | Luta de duplas para definir os desafiantes nº um pelo NWA World Tag Team Championship | 07:02   |
| 2                           | Jerry Lynn derrotaram Jose Maximo e Joel Maximo                                                  | Luta triangular                                                                       | 06:39   |
| 3                           | Disgraceland derrotou Shark Boy                                                                  | Luta individual                                                                       | 03:08   |
| 4                           | Kid Kash (c) derrotou Paul London                                                                | Luta individual pelo NWA X Division Championship                                      | 08:17   |
| 5                           | Mike Sanders derrotou Jonah                                                                      | Luta individual                                                                       | 05:33   |
| 6                           | Raven e Low-Ki derrotou The Sandman e Steve Corino                                               | Luta de duplas                                                                        | 08:07   |
| 7                           | Jeff Jarrett (c) derrotou A.J. Styles                                                            | Luta individual pelo NWA World Heavyweight Championship                               | 16:04   |
| (c) - Campeão antes da luta |                                                                                                  |                                                                                       |         |

## NWA/TNA PPV 33
NWA/TNA PPV 33 foi um evento pay-per-view promovido pela NWA-Total Nonstop Action, ocorreu no dia 26 de fevereiro de 2003 no Fairgrounds Coliseum na cidade de Nashville, Tennessee.

### Resultados
| Nº                          | Lutas | Estipulação                                      | Duração |
| --------------------------- | --- | ------------------------------------------------ | ------- |
| Dark                        | Trinity derrotou One Dirty Bitch                                                                              | Luta individual                                  | N/A     |
| Dark                        | Mike Sanders e Glen Gilbertti derrotaram Ken Anderson e Shawn Daivari                                         | Luta de duplas                                   | N/A     |
| Dark                        | Sonny Siaki derrotou Vex                                                                                      | Luta individual                                  | N/A     |
| Dark                        | Elix Skipper derrotou Chris Vaughn                                                                            | Luta individual                                  | N/A     |
| 1                           | Kid Kash (c) derrotou Jason Cross                                                                             | Luta individual pelo NWA X Division Championship | 06:39   |
| 2                           | Brian Lee e Slash derrotaram Simon Diamond e Johnny Swinger                                                   | Luta de duplas                                   | 06:33   |
| 3                           | America's Most Wanted (Chris Harris e James Storm) derrotaram The Hotshots (Cassidy O'Reilly e Chase Stevens) | Luta de duplas                                   | 08:13   |
| 4                           | Raven derrotou Julio Dinero                                                                                   | Luta individual                                  | 05:59   |
| 5                           | Jerry Lynn derrotou Juventud Guerrera                                                                         | Luta individual                                  | 09:11   |
| 6                           | A.J. Styles derrotou The Sandman                                                                              | Luta sem desqualificações                        | 05:57   |
| 7                           | Vader e Dusty Rhodes derrotaram Harris Brothers (Ron e Don Harris) por desqualificação.                       | Luta de duplas                                   | 05:41   |
| (c) - Campeão antes da luta | |                                                  |         |

## NWA/TNA PPV 34
NWA/TNA PPV 34 foi um evento pay-per-view promovido pela NWA-Total Nonstop Action, ocorreu no dia 5 de março de 2003 no Fairgrounds Coliseum na cidade de Nashville, Tennessee.

### Resultados
| Nº                          | Lutas                                                                                       | Estipulação                                                                  | Duração |
| --------------------------- | ------------------------------------------------------------------------------------------- | ---------------------------------------------------------------------------- | ------- |
| Dark                        | Harris Brothers (Ron e Don Harris) derrotaram Brad Hunter e B.A.D.                          | Luta de duplas                                                               | N/A     |
| Dark                        | Elix Skipper derrotou JC Ice                                                                | Luta individual                                                              | N/A     |
| Dark                        | A.J. Styles derrotou David Young                                                            | Luta individual                                                              | N/A     |
| 1                           | Jerry Lynn derrotou Super Crazy                                                             | Luta individual                                                              | 09:07   |
| 2                           | Brian Lee e Slash derrotaram The Hotshots (Chase Stevens e Cassidy O'Reilly)                | Luta de duplas                                                               | 06:07   |
| 3                           | Jorge Estrada derrotou Disgraceland                                                         | Luta individual                                                              | 03:35   |
| 4                           | Kid Kash (c) derrotou Amazing Red                                                           | Luta individual pelo NWA X Division Championship                             | 09:34   |
| 5                           | Glen Gilbertti e Mike Sanders derrotaram America's Most Wanted (Chris Harris e James Storm) | Luta de duplas                                                               | 08:49   |
| 6                           | Raven derrotou The Sandman                                                                  | Luta Clockwork Orange House of Fun com Kevin Sullivan como árbitro especial. | 08:19   |
| (c) - Campeão antes da luta |                                                                                             |                                                                              |         |

## NWA/TNA PPV 35
NWA/TNA PPV 35 foi um evento pay-per-view promovido pela NWA-Total Nonstop Action, ocorreu no dia 12 de março de 2003 no Fairgrounds Coliseum na cidade de Nashville, Tennessee.

### Resultados
| Nº                          | Lutas                                                                                                 | Estipulação                                         | Duração |
| --------------------------- | --- | --------------------------------------------------- | ------- |
| Dark                        | Leilani Kai derrotou Madison (c)                                                                      | Luta individual pelo NWA World Women's Championship | N/A     |
| Dark                        | Sonny Siaki derrotou Chris Divine                                                                     | Luta individual                                     | N/A     |
| Dark                        | Brian Lawler e David Flair derrotaram Scottie Wrenn e Tank                                            | Luta de duplas                                      | N/A     |
| 1                           | Jerry Lynn e David Young derrotaram Halloween e Damian                                                | Luta de duplas                                      | 04:24   |
| 2                           | Kid Kash (c) derrotou Johnny Storm e Amazing Red                                                      | Luta triangular pelo NWA X Division Championship    | 09:38   |
| 3                           | Harris Brothers (Ron e Don Harris) derrotaram The Sandman e Steve Corino                              | Luta individual                                     | 00:29   |
| 4                           | Jim Duggan derrotou Mike Sanders                                                                      | Luta individual                                     | 05:58   |
| 5                           | Triple X (Low-Ki e Christopher Daniels) derrotaram America's Most Wanted (Chris Harris e James Storm) | Luta de duplas pelo NWA World Tag Team Championship | 11:51   |
| 6                           | Hollywood vs. Lollipop acabou sem vencedor.                                                           | Luta individual                                     | N/D     |
| 7                           | Raven vs. A.J. Styles acabou sem vencedor.                                                            | Luta individual                                     | 10:02   |
| (c) - Campeão antes da luta | |                                                     |         |

## NWA/TNA PPV 36
NWA/TNA PPV 36 foi um evento pay-per-view promovido pela NWA-Total Nonstop Action, ocorreu no dia 19 de março de 2003 no Fairgrounds Coliseum na cidade de Nashville, Tennessee.

### Resultados
| Nº                          | Lutas                                                                                     | Estipulação                                                                                                  | Duração |
| --------------------------- | ----------------------------------------------------------------------------------------- | --- | ------- |
| Dark                        | Harris Brothers (Ron e Don Harris) derrotaram Brian Bump e Danny B. Goodie                | Luta de duplas                                                                                               | N/A     |
| Dark                        | Sonny Siaki derrotou Kevin Northcutt                                                      | Luta individual                                                                                              | N/A     |
| Dark                        | America's Most Wanted (Chris Harris e James Storm) derrotaram The Dynamic Duo             | Luta de duplas                                                                                               | N/A     |
| Dark                        | David Young derrotou Paul Vault                                                           | Luta individual                                                                                              | N/A     |
| 1                           | Triple X (Low-Ki e Elix Skipper) (c) derrotaram Brian Lee e Slash por desqualificação.    | Luta de duplas pelo NWA World Tag Team Championship                                                          | 10:06   |
| 2                           | Konnan e Juventud Guerrera derrotaram Jerry Lynn e Jason Cross                            | Luta de duplas                                                                                               | 09:23   |
| 3                           | Jim Duggan e Moondog Spot derrotaram Mike Sanders e Glen Gilbertti                        | Luta de duplas                                                                                               | 01:56   |
| 4                           | Kid Kash (c) derrotou The Amazing Red e Trinity                                           | Luta triangular pelo NWA X Division Championship                                                             | 05:55   |
| 5                           | Jeff Jarrett, D-Lo Brown e Dusty Rhodes derrotaram Erik Watts, Brian Lawler e David Flair | Luta de trios                                                                                                | 08:25   |
| 6                           | Raven derrotou A.J. Styles                                                                | Luta sem desqualificações de escadas para definir o desafiante nº um pelo NWA World Heavyweight Championship | 11:14   |
| (c) - Campeão antes da luta |                                                                                           | |         |

## NWA/TNA PPV 37
NWA/TNA PPV 37 foi um evento pay-per-view promovido pela NWA-Total Nonstop Action, ocorreu no dia 26 de março de 2003 no Fairgrounds Coliseum na cidade de Nashville, Tennessee.

### Resultados
| Nº   | Lutas | Estipulação           | Duração |
| ---- | --- | --------------------- | ------- |
| Dark | Shark Boy derrotou Ryan Ash | Luta individual       | N/A     |
| Dark | Glen Gilbertti derrotou Scotty Sabre | Luta individual       | N/A     |
| Dark | Erik Watts e Brian Lawler derrotaram Matt Longtime e Kurt Jensen                                                                           | Luta de duplas        | N/A     |
| Dark | James Storm derrotou Doug Williams | Luta individual       | N/A     |
| 1    | A.J. Styles derrotou Mike Sanders | Luta individual       | 08:11   |
| 2    | Jerry Lynn derrotou Konnan | Luta individual       | 05:29   |
| 3    | David Young vs. Sonny Siaki acabou sem vencedor.                                                                                           | Luta individual       | 05:46   |
| 4    | Dusty Rhodes derrotou David Flair | Luta Bunkhouse        | 02:26   |
| 5    | Kid Kash e Trinity derrotaram The Amazing Red e Alexis Laree                                                                               | Luta de duplas mistas | 07:32   |
| 6    | D'Lo Brown derrotou Chris Harris | Luta individual       | 06:47   |
| 7    | Perry Saturn, The Sandman, Brian Lee e Slash derrotaram Triple X (Christopher Daniels e Elix Skipper) e Harris Brothers (Ron e Don Harris) | Luta Sadistic Madness | 11:21   |

## NWA/TNA PPV 38
NWA/TNA PPV 38 foi um evento pay-per-view promovido pela NWA-Total Nonstop Action, ocorreu no dia 2 de abril de 2003 no Fairgrounds Coliseum na cidade de Nashville, Tennessee.

### Resultados
| Nº                          | Lutas | Estipulação                                             | Duração |
| --------------------------- | --- | ------------------------------------------------------- | ------- |
| Dark                        | Brian Lee derrotou Pitbull #1.                                                                           | Luta individual                                         | N/A     |
| Dark                        | David Flair derrotou Horace the Psychopath                                                               | Luta individual                                         | N/A     |
| Dark                        | Slash derrotou Brigham Beau                                                                              | Luta individual                                         | N/A     |
| Dark                        | James Storm derrotou BJ Payne                                                                            | Luta individual                                         | N/A     |
| 1                           | Brian Lawler derrotou Chris Harris                                                                       | Luta individual                                         | 06:56   |
| 2                           | Trinity derrotou Alexis Laree                                                                            | Luta individual                                         | 06:30   |
| 3                           | Perry Saturn, The Sandman e New Jack derrotaram Christopher Daniels e Harris Brothers (Ron e Don Harris) | Luta de trios                                           | 05:08   |
| 4                           | David Young derrotou Sonny Siaki                                                                         | Luta individual                                         | 04:33   |
| 5                           | Ron Killings derrotou Elix Skipper                                                                       | Luta individual                                         | 09:03   |
| 6                           | Kid Kash (c) derrotou Jerry Lynn                                                                         | Luta individual pelo NWA X Division Championship        | 11:41   |
| 7                           | Jeff Jarrett (c) derrotou D'Lo Brown                                                                     | Luta individual pelo NWA World Heavyweight Championship | 10:00   |
| (c) - Campeão antes da luta | |                                                         |         |

## NWA/TNA PPV 39
NWA/TNA PPV 39 foi um evento pay-per-view promovido pela NWA-Total Nonstop Action, ocorreu no dia 9 de abril de 2003 no Fairgrounds Coliseum na cidade de Nashville, Tennessee.

### Resultados
| Nº   | Lutas | Estipulação                     | Duração |
| ---- | --- | ------------------------------- | ------- |
| Dark | Chris Harris derrotou The Rocker | Luta individual                 | N/A     |
| Dark | Konnan derrotou Salvatore Rinauro por submissão. | Luta individual                 | N/A     |
| Dark | Erik Watts e David Flair derrotaram The Beale Street Posse | Luta de duplas                  | N/A     |
| Dark | James Storm derrotou Derrick King | Luta individual                 | N/A     |
| 1    | Harris Brothers (Ron e Don Harris) derrotaram The Sandman e New Jack, Brian Lee e Slash | Luta Armed Asylum               | 08:32   |
| 2    | Dusty Rhodes derrotou Brian Lawler | Luta de escadas                 | 07:35   |
| 3    | A.J. Styles derrotou Glen Gilberti | Luta individual                 | 07:24   |
| 4    | Sonny Siaki e Desire derrotaram David Young e Athena | Luta de duplas mistas           | 00:41   |
| 5    | Perry Saturn derrotou Mike Barton por submissão. | Luta individual                 | 07:24   |
| 6    | D'Lo Brown derrotou Mike Sanders | Luta individual                 | 07:05   |
| 7    | Raven derrotou Kid Kash | Luta individual pelo            | 07:25   |
| 8    | Jerry Lynn e The Amazing Red derrotaram Triple X (Christopher Daniels e Elix Skipper), Johnny Storm e Chris Sabin, Shark Boy e Jason Cross - Daniels eliminou Cross (07:16). - Lynn eliminou Sabin (09:00). - Red derrotou Daniels (13:37). | Luta Four Corners de eliminação | 13:37   |

## NWA/TNA PPV 40
NWA/TNA PPV 40 foi um evento pay-per-view promovido pela NWA-Total Nonstop Action, ocorreu no dia 16 de abril de 2003 no Fairgrounds Coliseum na cidade de Nashville, Tennessee.

### Resultados
| Nº                          | Lutas                                                                                     | Estipulação                                         | Duração |
| --------------------------- | ----------------------------------------------------------------------------------------- | --------------------------------------------------- | ------- |
| Xplosion                    | Erik Watts derrotou Antonio Banks                                                         | Luta individual                                     | N/A     |
| Xplosion                    | The Naturals (Chase Stevens e Andy Douglas) derrotaram Derrick King e Jason B             | Luta de duplas                                      | N/A     |
| Xplosion                    | Sonny Siaki derrotou Delicio                                                              | Luta individual                                     | N/A     |
| Xplosion                    | Chris Harris derrotou BJ Payne                                                            | Luta individual                                     | N/A     |
| 1                           | Raven derrotou D'Lo Brown                                                                 | Luta individual                                     | 05:59   |
| 2                           | Glen Gilbertti derrotou A.J. Styles                                                       | Luta sem desqualificações street fight              | 07:49   |
| 3                           | Kid Kash (c) derrotou Mike Sanders                                                        | Luta individual pelo NWA X Division Championship    | 07:07   |
| 4                           | Mike Awesome derrotou Perry Saturn por desqualificação.                                   | Luta individual                                     | 07:54   |
| 5                           | David Young derrotou James Storm                                                          | Luta individual                                     | 05:57   |
| 6                           | Brian Lee e Slash derrotaram New Jack e The Sandman                                       | Luta sem desqualificações                           | 06:14   |
| 7                           | Jerry Lynn e The Amazing Red derrotaram Triple X (Elix Skipper e Christopher Daniels) (c) | Luta de duplas pelo NWA World Tag Team Championship | 14:15   |
| 8                           | Julio Dinero e Alexis derrotaram Jeff Jarrett                                             | Luta Clockwork Orange House of Fun                  | 06:11   |
| (c) - Campeão antes da luta |                                                                                           |                                                     |         |

## NWA/TNA PPV 41
NWA/TNA PPV 41 foi um evento pay-per-view promovido pela NWA-Total Nonstop Action, ocorreu no dia 23 de abril de 2003 no Fairgrounds Coliseum na cidade de Nashville, Tennessee.

### Resultados
| Nº   | Lutas | Estipulação                                       | Duração |
| ---- | --- | ------------------------------------------------- | ------- |
| Dark | Erik Watts derrotou Ken Phoenix                                                                             | Luta individual                                   | N/A     |
| Dark | Sonny Siaki e David Young derrotou Trix Nasty e Shawn Parks                                                 | Luta de duplas                                    | N/A     |
| Dark | Konnan derrotou Bobby Rude por submissão.                                                                   | Luta individual                                   | N/A     |
| Dark | Shark Boy, Matt Sydal e Salvatore Rinauro derrotaram Delirious, Jimmy Rave e Ryan Ash                       | Luta de trios                                     | N/A     |
| 1    | A.J. Styles e D'Lo Brown derrotaram Glen Gilbertti Mike Sanders por desqualificação.                        | Luta de duplas                                    | 06:30   |
| 2    | Triple X (Elix Skipper e Christopher Daniels) derrotaram America's Most Wanted (Chris Harris e James Storm) | Luta de duplas                                    | 11:06   |
| 3    | Perry Saturn, New Jack e The Sandman derrotaram Brian Lee, Slash e Mike Awesome                             | Luta Baseball Bat, Barbed Wire, Tables and Ladder | 09:36   |
| 4    | Trinity derrotou Kid Kash                                                                                   | Luta individual                                   | 06:33   |
| 5    | Justin Credible vs. Slash acabou sem vencedor.                                                              | Luta individual                                   | 04:40   |
| 6    | The Amazing Red derrotou Jerry Lynn                                                                         | Luta individual                                   | 14:40   |

## NWA/TNA PPV 42
NWA/TNA PPV 42 foi um evento pay-per-view promovido pela NWA-Total Nonstop Action, ocorreu no dia 30 de abril de 2003 no Fairgrounds Coliseum na cidade de Nashville, Tennessee.

### Resultados
| Nº                          | Lutas | Estipulação                                             | Duração |
| --------------------------- | --- | ------------------------------------------------------- | ------- |
| Dark                        | Erik Watts derrotou Gage Octane | Luta individual                                         | N/A     |
| Dark                        | The Naturals (Andy Douglas e Chase Stevens) derrotaram CM Punk e Michael Shane                                                                                  | Luta de duplas                                          | N/A     |
| Dark                        | Mike Awesome derrotou Cliff Compton | Luta individual                                         | N/A     |
| Dark                        | Konnan e Ron Killings derrotaram Jay Freeze Brandon P | Luta de duplas                                          | N/A     |
| 1                           | Perry Saturn e Justin Credible derrotaram Harris Brothers (Ron e Don Harris), America's Most Wanted (Chris Harris e James Storm e Brian Lee e Slash             | Luta Four Corners                                       | 08:06   |
| 2                           | Jerry Lynn derrotou Christopher Daniels | Luta individual                                         | 07:06   |
| 3                           | A.J. Styles e D'Lo Brown derrotaram David Young e Sonny Siaki                                                                                                   | Luta de duplas                                          | 09:13   |
| 4                           | Chris Sabin derrotou Jimmy Rave, Jason Cross e Shark Boy - Shark Boy eliminou Rave (02:44). - Sabin eliminou Cross (06:24). - Sabin derrotou Shark Boy (08:11). | Luta de eliminação                                      | 08:11   |
| 5                           | The Amazing Red derrotou Kid Kash (c) | Luta individual pelo NWA X Division Championship        | 09:17   |
| 6                           | Jeff Jarrett (c) derrotou Raven | Luta individual pelo NWA World Heavyweight Championship | 17:33   |
| (c) - Campeão antes da luta | |                                                         |         |

## NWA/TNA PPV 43
NWA/TNA PPV 43 foi um evento pay-per-view promovido pela NWA-Total Nonstop Action, ocorreu no dia 7 de maio de 2003 no Fairgrounds Coliseum na cidade de Nashville, Tennessee.

### Resultados
| Nº                          | Lutas | Estipulação                                        | Duração |
| --------------------------- | --- | -------------------------------------------------- | ------- |
| Dark                        | Jimmy Rave derrotou Joey Idol | Luta individual                                    | N/A     |
| Dark                        | Harris Brothers (Ron e Don Harris) derrotaram Chad e Jason Dobbins | Luta de duplas                                     | N/A     |
| Dark                        | Erik Watts derrotou Frankie Capone | Luta individual                                    | N/A     |
| Dark                        | Mike Sanders derrotou Shawn Daivari | Luta individual                                    | N/A     |
| 1                           | A.J. Styles e D'Lo Brown derrotaram Triple X (Low-Ki e Elix Skipper) | Luta de duplas                                     | 09:02   |
| 2                           | Sabu derrotou New Jack e The Sandman | Luta Triangle Hardcore                             | 06:11   |
| 3                           | James Storm derrotou Chris Harris | Luta individual                                    | 07:35   |
| 4                           | Traci Brooks derrotou Trinity e Desire | Luta Three Way                                     | 02:00   |
| 5                           | Christopher Daniels derrotou Jerry Lynn e The Amazing Red (c) por desqualificação. | Luta handicap pelo NWA World Tag Team Championship | 06:25   |
| 6                           | Glen Gilbertti derrotou Mike Awesome, Buff Bagwell, Traci Brooks, D'Lo Brown, Justin Credible, Kid Kash, Ron Killings, Konnan, Brian Lawler, Sabu, Perry Saturn, Sonny Siaki, Rick Steiner, James Storm e A.J. Styles. | Luta Gauntlet                                      | 29:45   |
| (c) - Campeão antes da luta | |                                                    |         |

## NWA/TNA PPV 44
NWA/TNA PPV 44 foi um evento pay-per-view promovido pela NWA-Total Nonstop Action, ocorreu no dia 14 de maio de 2003 no Fairgrounds Coliseum na cidade de Nashville, Tennessee.

### Resultados
| Nº                          | Lutas                                                                                 | Estipulação                                         | Duração |
| --------------------------- | ------------------------------------------------------------------------------------- | --------------------------------------------------- | ------- |
| Dark                        | Konnan derrotou Masada                                                                | Luta individual                                     | N/A     |
| Dark                        | Justin Credible derrotou Jacey North                                                  | Luta individual                                     | N/A     |
| Dark                        | Erik Watts derrotou Hotstuff Hernandez                                                | Luta individual                                     | N/A     |
| Dark                        | Low-Ki derrotou Dagon Biggs                                                           | Luta individual                                     | N/A     |
| 1                           | Chris Sabin derrotou Jerry Lynn e The Amazing Red (c)                                 | Luta triangular pelo NWA X Division Championship    | 10:47   |
| 2                           | Mike Sanders derrotou Mike Awesome                                                    | Luta de mesas                                       | 05:31   |
| 3                           | Ron Killings derrotou Kid Kash                                                        | Luta individual                                     | 09:06   |
| 4                           | Chris Harris derrotou David Young                                                     | Luta individual                                     | 11:34   |
| 5                           | Glen Gilbertti derrotou Perry Saturn                                                  | Luta handicap                                       | 06:29   |
| 6                           | Triple X (Christopher Daniels e Elix Skipper) (c) derrotaram A.J. Styles e D'Lo Brown | Luta de duplas pelo NWA World Tag Team Championship | 08:54   |
| (c) - Campeão antes da luta |                                                                                       |                                                     |         |

## NWA/TNA PPV 45
NWA/TNA PPV 45 foi um evento pay-per-view promovido pela NWA-Total Nonstop Action, ocorreu no dia 21 de maio de 2003 no Fairgrounds Coliseum na cidade de Nashville, Tennessee.

### Resultados
| Nº   | Lutas | Estipulação                        | Duração |
| ---- | --- | ---------------------------------- | ------- |
| Dark | Simply Luscious derrotou Lucy | Luta individual                    | N/A     |
| Dark | Josh Daniels derrotou Rob Eckos | Luta individual                    | N/A     |
| Dark | Erik Watts derrotou Steele | Luta individual                    | N/A     |
| 1    | Paul London derrotou Jason Cross, CM Punk e Kid Romeo - Cross eliminou Punk (05:28). - Romeo eliminou Cross (08:35). - London derrotou Romeo (11:39). | Luta Four Corners                  | 11:39   |
| 2    | Justin Credible, The Amazing Red e Slash derrotaram Triple X (Christopher Daniels e Elix Skipper)                                                     | Luta handicap                      | 12:41   |
| 3    | Mike Sanders derrotou Brian Lee por 10 a 8. | Luta Hard ten                      | 05:50   |
| 4    | Don Harris e Ron Killings derrotaram New Jack e Shark Boy                                                                                             | Luta de duplas                     | 03:11   |
| 5    | David Young e Traci Brooks derrotaram Kid Kash e Trinity                                                                                              | Luta de duplas mistas              | 07:47   |
| 6    | America's Most Wanted (Chris Harris e James Storm) derrotaram A.J. Styles e D'Lo Brown                                                                | Luta de duplas                     | 09:07   |
| 7    | The Sandman vs. Sonny Siaki acabou sem vencedor. | Luta Clockwork Orange House of Fun | 09:35   |

## NWA/TNA PPV 46
NWA/TNA PPV 46 foi um evento pay-per-view promovido pela NWA-Total Nonstop Action, ocorreu no dia 28 de maio de 2003 no Fairgrounds Coliseum na cidade de Nashville, Tennessee.

### Resultados
| Nº       | Lutas                                                                                  | Estipulação     | Duração |
| -------- | -------------------------------------------------------------------------------------- | --------------- | ------- |
| Xplosion | Simply Luscious derrotou Lucy                                                          | Luta individual | N/A     |
| Xplosion | Traci Brooks derrotou VJ Love                                                          | Luta individual | N/A     |
| Xplosion | Shark Boy derrotou Vinnie Valentino                                                    | Luta individual | N/A     |
| Xplosion | David Young e Mike Sanders derrotaram B.J. Whitmer e Matt Stryker                      | Luta de duplas  | N/A     |
| 1        | A.J. Styles e D'Lo Brown derrotaram Jason Cross e CM Punk                              | Luta de duplas  | 04:29   |
| 2        | Konnan e BG James derrotaram The Sandman e Sonny Siaki                                 | Luta de duplas  | 02:40   |
| 3        | New Jack derrotou Slash por 18 a 13.                                                   | Luta Hard ten   | 07:09   |
| 4        | Triple X (Christopher Daniels e Elix Skipper) derrotou The S.A.T. (Jose e Joel Maximo) | Luta de duplas  | 06:19   |
| 5        | Kid Kash derrotou Trinity                                                              | Luta individual | 02:17   |
| 6        | Chris Harris e Chris Sabin derrotaram Jerry Lynn e Justin Credible                     | Luta de duplas  | 09:04   |
| 7        | Glen Gilberti derrotou Raven                                                           | Luta individual | 15:35   |

## NWA/TNA PPV 47
NWA/TNA PPV 47 foi um evento pay-per-view promovido pela NWA-Total Nonstop Action, ocorreu no dia 4 de junho de 2003 no Fairgrounds Coliseum na cidade de Nashville, Tennessee.

### Resultados
| Nº                          | Lutas                                                                                          | Estipulação                                             | Duração |
| --------------------------- | ---------------------------------------------------------------------------------------------- | ------------------------------------------------------- | ------- |
| Dark                        | Jerry Lynn derrotou Dylan Cage                                                                 | Luta individual                                         | N/A     |
| Dark                        | Triple X (Christopher Daniels e Elix Skipper) derrotaram Kurt Daniels e Andy Jaxx              | Luta de duplas                                          | N/A     |
| Dark                        | Julio Dinero derrotou Abyss                                                                    | Luta individual                                         | N/A     |
| Dark                        | Chris Sabin derrotou Nate Mattson                                                              | Luta individual                                         | N/A     |
| 1                           | CM Punk, Frankie Kazarian e Matt Stryker derrotaram Johnny Swinger, Damian Dothart e Kid Romeo | Luta de trios                                           | 11:11   |
| 2                           | Sonny Siaki derrotou Vampire Warrior por 12 a 5.                                               | Luta Hard ten                                           | 03:51   |
| 3                           | David Young e Traci Brooks derrotaram Ron Killings                                             | Luta handicap                                           | 06:53   |
| 4                           | America's Most Wanted (Chris Harris e James Storm) derrotaram Konnan e BG James                | Luta de duplas                                          | 05:28   |
| 5                           | A.J. Styles derrotou D'Lo Brown                                                                | Luta individual                                         | 09:07   |
| 6                           | Jeff Jarrett (c) derrotou Glenn Gilberti                                                       | Luta individual pelo NWA World Heavyweight Championship | 13:42   |
| (c) - Campeão antes da luta |                                                                                                |                                                         |         |

## NWA/TNA PPV 48
NWA/TNA PPV 48 foi um evento pay-per-view promovido pela NWA-Total Nonstop Action, ocorreu no dia 11 de junho de 2003 no Fairgrounds Coliseum na cidade de Nashville, Tennessee.

### Resultados
| Nº                          | Lutas                                                                                    | Estipulação                                             | Duração |
| --------------------------- | ---------------------------------------------------------------------------------------- | ------------------------------------------------------- | ------- |
| Xplosion                    | Jerry Lynn derrotou Nate Webb                                                            | Luta individual                                         | N/A     |
| Xplosion                    | Sonny Siaki e Mike Sanders derrotaram CB Cane e Jason Knight                             | Luta de duplas                                          | N/A     |
| Xplosion                    | Desire derrotou Mercedes                                                                 | Luta individual                                         | N/A     |
| Xplosion                    | Triple X (Christopher Daniels e Elix Skipper) derrotou Matt Sydal e Delirious            | Luta de duplas                                          | N/A     |
| 1                           | D'Lo Brown derrotou Julio Dinero                                                         | Luta de trios                                           | 06:38   |
| 2                           | Chris Sabin (c) derrotou Shark Boy                                                       | Luta individual pelo NWA X Division Championship        | 06:19   |
| 3                           | Ron Killings e Konnan derrotaram Harris Brothers (Ron e Don Harris)                      | Luta de duplas                                          | 06:52   |
| 4                           | Kid Kash derrotou Goldylocks e Trinity                                                   | Luta handicap                                           | 05:01   |
| 5                           | The Sandman derrotou Devon Storm por 11 a 7.                                             | Luta Hard ten                                           | N/A     |
| 6                           | America's Most Wanted (Chris Harris e James Storm) derrotaram David Young e Traci Brooks | Torneio Asylum Alliance Tag Team                        | 06:41   |
| 5                           | A.J. Styles derrotou Jeff Jarrett (c) e Raven                                            | Luta triangular pelo NWA World Heavyweight Championship | 13:59   |
| (c) - Campeão antes da luta |                                                                                          |                                                         |         |

## NWA/TNA PPV 49
NWA/TNA PPV 49 foi um evento pay-per-view promovido pela NWA-Total Nonstop Action, ocorreu no dia 18 de junho de 2003 no Fairgrounds Coliseum na cidade de Nashville, Tennessee.

### Resultados
| Nº                          | Lutas | Estipulação                                      | Duração |
| --------------------------- | --- | ------------------------------------------------ | ------- |
| Dark                        | Konnan, Ron Killings e BG James derrotaram Sal Rinauro, Tommy e Matt Vandal                                 | Luta de trios                                    | N/A     |
| Dark                        | Trinity derrotou Malia Hosaka                                                                               | Luta individual                                  | N/A     |
| Dark                        | Julio Dinero derrotou Steve Madison                                                                         | Luta individual                                  | N/A     |
| Dark                        | Shark Boy derrotou Delirious                                                                                | Luta de duplas                                   | N/A     |
| 1                           | D'Lo Brown, Frankie Kazarian e The Sandman derrotaram Sonny Siaki, David Young e Don Harris                 | Luta de trios                                    | 03:53   |
| 2                           | Chris Sabin (c) derrotou Paul London                                                                        | Luta individual pelo NWA X Division Championship | 07:53   |
| 3                           | New Jack derrotou Mike Sanders por 10 a 7.                                                                  | Luta Hard ten                                    | 05:33   |
| 4                           | Justin Credible derrotou Jerry Lynn                                                                         | Luta individual                                  | 02:43   |
| 5                           | Kenzo Suzuki vs. Perry Saturn acabou sem vencedor.                                                          | Luta individual                                  | 04:35   |
| 5                           | Triple X (Christopher Daniels e Elix Skipper) derrotaram America's Most Wanted (Chris Harris e James Storm) | Luta de duplas                                   | 07:03   |
| 6                           | Jeff Jarrett e Sting derrotaram Sean Waltman e A.J. Styles                                                  | Luta de duplas                                   | 11:49   |
| (c) - Campeão antes da luta | |                                                  |         |

## NWA/TNA PPV 50
NWA/TNA PPV 50 foi um evento pay-per-view promovido pela NWA-Total Nonstop Action, ocorreu no dia 26 de junho de 2003 no Fairgrounds Coliseum na cidade de Nashville, Tennessee.

### Resultados
| Nº                          | Lutas | Estipulação                                                   | Duração |
| --------------------------- | --- | ------------------------------------------------------------- | ------- |
| Dark                        | Konnan, Ron Killings e BG James derrotaram Todd Sexton, CB Cane e Delirious                                     | Luta de trios                                                 | N/A     |
| Dark                        | David Young derrotou Two Face                                                                                   | Luta individual                                               | N/A     |
| Dark                        | Julio Dinero e Alexis derrotaram Altar Boy Luke e Daizee Haze                                                   | Luta de duplas                                                | N/A     |
| 1                           | America's Most Wanted (Chris Harris e James Storm) derrotaram Triple X (Christopher Daniels e Elix Skipper) (c) | Luta em uma jaula de aço pelo NWA World Tag Team Championship | 17:49   |
| 2                           | D'Lo Brown derrotou A.J. Styles por desqualificação.                                                            | Luta em uma jaula de aço                                      | 04:55   |
| 2                           | Jerry Lynn derrotou Justin Credible                                                                             | Luta Lights Out                                               | 03:24   |
| 3                           | Frankie Kazarian derrotou Chris Sabin                                                                           | Luta individual                                               | 11:55   |
| 4                           | Kid Kash derrotou Erik Watts                                                                                    | Luta individual                                               | 08:28   |
| 5                           | The Sandman derrotou Sonny Siaki por 11 a 9.                                                                    | Luta Hard ten                                                 | 04:53   |
| 6                           | Jeff Jarrett e Raven derrotaram Glen Gilberti e Shane Douglas por desqualificação.                              | Luta de duplas                                                | 11:05   |
| (c) - Campeão antes da luta | |                                                               |         |

## NWA/TNA PPV 51
NWA/TNA PPV 50 foi um evento pay-per-view promovido pela NWA-Total Nonstop Action, ocorreu no dia 2 de julho de 2003 no Fairgrounds Coliseum na cidade de Nashville, Tennessee.

## Resultados
| Nº                          | Lutas                                                                                       | Estipulação                                             | Duração |
| --------------------------- | ------------------------------------------------------------------------------------------- | ------------------------------------------------------- | ------- |
| Xplosion                    | Konnan, Ron Killings e BG James derrotaram Nate Webb, Kid USA e Delirious                   | Luta de trios                                           | N/A     |
| Xplosion                    | Julio Dinero e Alexis Laree derrotaram Matt Sydal e Daizee Haze                             | Luta de duplas                                          | N/A     |
| Xplosion                    | The Harris Brothers (Ron e Don Harris) derrotaram Andy Gooch e Jason Porcaro                | Luta de duplas                                          | N/A     |
| Xplosion                    | Elix Skipper derrotou Chris Hero                                                            | Luta individual                                         | N/A     |
| 1                           | Shane Douglas derrotou CM Punk                                                              | Luta Clockwork Orange House of Fun                      | 05:58   |
| 2                           | America's Most Wanted (Chris Harris e James Storm) (c) derrotaram David Young e Sonny Siaki | Luta de duplas pelo NWA World Tag Team Championship     | 08:54   |
| 3                           | Abyss derrotou Erik Watts                                                                   | Luta individual                                         | 06:24   |
| 4                           | Jerry Lynn derrotou Justin Credible                                                         | Luta de correntes                                       | 07:07   |
| 5                           | Shark Boy derrotou Mike Sanders                                                             | Luta individual                                         | 04:04   |
| 6                           | The Sandman derrotou New Jack por 12 a 7.                                                   | Luta Hard Ten pela final do Torneio Hard Ten            | 05:00   |
| 6                           | A.J. Styles (c) derrotou Frankie Kazarian                                                   | Luta individual pelo NWA World Heavyweight Championship | 13:23   |
| (c) - Campeão antes da luta |                                                                                             |                                                         |         |

## NWA/TNA PPV 52
NWA/TNA PPV 52 foi um evento pay-per-view promovido pela NWA-Total Nonstop Action, ocorreu no dia 9 de julho de 2003 no Fairgrounds Coliseum na cidade de Nashville, Tennessee.

## Resultados
| Nº                          | Lutas | Estipulação                                                                         | Duração |
| --------------------------- | --- | ----------------------------------------------------------------------------------- | ------- |
| Xplosion                    | Rick Santel e Chris Vaughn derrotaram The Naturals (Andy Douglas e Chase Stevens) | Luta de duplas                                                                      | N/A     |
| Xplosion                    | Konnan, Ron Killings e BG James derrotaram Abyss, David Young e Kid USA | Luta de trios                                                                       | N/A     |
| Xplosion                    | Elix Skipper derrotou Lazz | Luta individual                                                                     | N/A     |
| 1                           | America's Most Wanted (Chris Harris e James Storm) (c) derrotaram Simon Diamond e Johnny Swinger | Luta de duplas pelo NWA World Tag Team Championship                                 | 08:54   |
| 2                           | Frankie Kazarian derrotou Kid Romeo, Matt Sydal, Altar Boy Luke, Delirious e Matt Stryker - Kid Romeo eliminou Matt Sydal (06:16) - Romeo eliminou Luke (06:52). - Kazarian eliminou Delirious (07:57). - Romeo eliminou Matt Stryker (09:17). - Kazarian derrotou Romeo (09:52). | Luta de eliminação para definir o desafiante nº um pelo NWA X Division Championship | 09:52   |
| 3                           | Chris Sabin (c) derrotou Frankie Kazarian | Luta individual pelo NWA X Division Championship                                    | 03:05   |
| 4                           | Shane Douglas derrotou Julio Dinero | Luta individual                                                                     | 08:59   |
| 5                           | Don Harris derrotou Shark Boy | Luta individual                                                                     | 05:25   |
| 6                           | Kid Kash derrotou Jerry Lynn | Luta individual                                                                     | 07:05   |
| 7                           | A.J. Styles (c) derrotou D'Lo Brown | Luta individual pelo NWA World Heavyweight Championship                             | 07:20   |
| (c) - Campeão antes da luta | |                                                                                     |         |

## NWA/TNA PPV 53
NWA/TNA PPV 53 foi um evento pay-per-view promovido pela NWA-Total Nonstop Action, ocorreu no dia 16 de julho de 2003 no Fairgrounds Coliseum na cidade de Nashville, Tennessee.

## Resultados
| Nº                          | Lutas                                                                             | Estipulação                                      | Duração |
| --------------------------- | --------------------------------------------------------------------------------- | ------------------------------------------------ | ------- |
| Xplosion                    | Erik Watts derrotou Wagner Brown                                                  | Luta individual                                  | N/A     |
| Xplosion                    | Konnan, Ron Killings e BG James derrotaram Mad Man Pondo, Nate Webb e Dirk Ciglar | Luta de trios                                    | N/A     |
| Xplosion                    | Johnny Swinger e Simon Diamond derrotou Axis e Python                             | Luta de duplas                                   | N/A     |
| Xplosion                    | Kid Kash e Abyss derrotaram Matt Sydal e Delirious                                | Luta de duplas                                   | N/A     |
| 1                           | D'Lo Brown derrotou Sonny Siaki                                                   | Luta individual                                  | 04:29   |
| 2                           | Jerry Lynn derrotou Justin Credible                                               | Luta Last Man Standing                           | 11:02   |
| 3                           | Chris Sabin (c) derrotou Frankie Kazarian por desqualificação.                    | Luta individual pelo NWA X Division Championship | 07:56   |
| 4                           | Harris Brothers (Ron e Don Harris) derrotaram New Jack e Shark Boy                | Luta de duplas                                   | 04:37   |
| 5                           | Elix Skipper derrotou The Amazing Red                                             | Luta individual                                  | 04:59   |
| 6                           | Edward Chastain derrotou Norman Smiley                                            | Luta individual                                  | 03:09   |
| 7                           | Joe E. Legend derrotou Jeff Jarrett                                               | Luta individual                                  | 02:22   |
| 8                           | D'Lo Brown vs. Vince Russo acabou sem vencedor.                                   | Luta individual                                  | 02:44   |
| (c) - Campeão antes da luta |                                                                                   |                                                  |         |

## NWA/TNA PPV 54
NWA/TNA PPV 54 foi um evento pay-per-view promovido pela NWA-Total Nonstop Action, ocorreu no dia 23 de julho de 2003 no Fairgrounds Coliseum na cidade de Nashville, Tennessee.

## Resultados
| Nº                          | Lutas | Estipulação                                             | Duração |
| --------------------------- | --- | ------------------------------------------------------- | ------- |
| Xplosion                    | Konnan, Ron Killings e BG James derrotaram Breyer Wellington, Chris Hero e Soul Assassin                              | Luta de trios                                           | N/A     |
| Xplosion                    | Harris Brothers (Ron e Don Harris) derrotaram Delirious e Nate Webb                                                   | Luta de duplas                                          | N/A     |
| Xplosion                    | Nurse Veronica derrotou Daizee Haze                                                                                   | Luta individual                                         | N/A     |
| Xplosion                    | Kid Kash e Abyss derrotaram Kurt Daniels e Andy Jaxx                                                                  | Luta de duplas                                          | N/A     |
| 1                           | A.J. Styles derrotou D'Lo Brown                                                                                       | Luta de apenas Pinfalls                                 | 07:44   |
| 2                           | Elix Skipper derrotou Mad Mikey                                                                                       | Luta individual                                         | 06:35   |
| 3                           | Joe E. Legend derrotou Matt Sydal e Altar Boy Luke                                                                    | Luta Handicap                                           | 03:37   |
| 4                           | D'Lo Brown derrotou A.J. Styles                                                                                       | Luta de submissão                                       | 05:50   |
| 5                           | America's Most Wanted (Chris Harris e James Storm) (c) derrotaram Johnny Swinger e Simon Diamond por desqualificação. | Luta de duplas pelo NWA World Tag Team Championship     | 09:15   |
| 6                           | Shane Douglas, Brian Lee e Slash derrotaram Raven, CM Punk e Julio Dinero                                             | Luta de trios                                           | 09:22   |
| 7                           | A.J. Styles (c) derrotou D'Lo Brown                                                                                   | Luta de escadas pelo NWA World Heavyweight Championship | 10:59   |
| (c) - Campeão antes da luta | |                                                         |         |

## NWA/TNA PPV 55
NWA/TNA PPV 55 foi um evento pay-per-view promovido pela NWA-Total Nonstop Action, ocorreu no dia 30 de julho de 2003 no Fairgrounds Coliseum na cidade de Nashville, Tennessee.

## Resultados
| Nº                          | Lutas                                                                                              | Estipulação                                      | Duração |
| --------------------------- | -------------------------------------------------------------------------------------------------- | ------------------------------------------------ | ------- |
| Xplosion                    | Mean Mikey derrotou Delirious                                                                      | Luta individual                                  | N/A     |
| Xplosion                    | Frankie Kazarian derrotou Seth Delay                                                               | Luta individual                                  | N/A     |
| Xplosion                    | Harris Brothers (Ron e Don Harris) derrotaram The Solution (Papadon e Havok)                       | Luta de duplas                                   | N/A     |
| Xplosion                    | Abyss derrotou Manny LeDuc                                                                         | Luta individual                                  | N/A     |
| 1                           | Jerry Lynn derrotou Elix Skipper - Lynn derrotou Skipper (00:25). - Lynn derrotou Skipper (06:07). | Luta de duas quedas                              | 06:07   |
| 2                           | The Sandman derrotou Edward Chastain                                                               | Luta individual                                  | 02:11   |
| 3                           | Johnny Swinger e Simon Diamond derrotaram Shark Boy e Norman Smiley                                | Luta de duplas                                   | 03:37   |
| 4                           | Chris Sabin (c) derrotou Michael Shane                                                             | Luta individual pelo NWA X Division Championship | 09:01   |
| 5                           | Kid Kash derrotou Ricky Morton                                                                     | Luta individual                                  | 06:10   |
| 6                           | Shane Douglas, Brian Lee e Slash derrotaram Raven, Julio Dinero e Alexis Laree                     | Luta Clockwork Orange House of Fun               | 09:48   |
| 7                           | Jeff Jarrett derrotou Joe E. Legend                                                                | Luta Guitar and a Baseball Bat on a Pole         | 09:03   |
| (c) - Campeão antes da luta | |                                                  |         |

NWA/TNA PPV 56 foi um evento pay-per-view promovido pela NWA-Total Nonstop Action, ocorreu no dia 6 de agosto de 2003 no Fairgrounds Coliseum na cidade de Nashville, Tennessee.

### Resultados
| Nº                          | Lutas | Estipulação                                                                        | Duração |
| --------------------------- | --- | ---------------------------------------------------------------------------------- | ------- |
| Xplosion                    | Three Live Crew (Konnan, BG James e Ron Killings) derrotaram Chris Hero, Nate Webb e Scotty Matthews                                                                  | Luta de trios                                                                      | N/A     |
| Xplosion                    | Mad Mikey derrotou Damien Adams | Luta individual                                                                    | N/A     |
| Xplosion                    | Harris Brothers (Ron e Don Harris) derrotaram The Solution (Papadon e Havok)                                                                                          | Luta de duplas                                                                     | N/A     |
| 1                           | America's Most Wanted (Chris Harris e James Storm) derrotaram Simon Diamond e Johnny Swinger                                                                          | Luta Rawhide Whipping                                                              | 11:05   |
| 2                           | Michael Shane derrotou Joey Matthews, Shark Boy e Danny Doring - Shane eliminou Matthews (07:00). - Shane eliminou Doring (07:12). - Shane derrotou Shark Boy (08:11) | Luta Four Corners para definir o desafiante nº um pelo NWA X Division Championship | 08:11   |
| 3                           | Kid Kash derrotou Larry Zbyszko | Luta individual                                                                    | 06:01   |
| 4                           | Chris Sabin (c) vs. Frankie Kazarian acabou sem vencedor, com o resultado o título ficou vago.                                                                        | Luta individual pelo NWA X Division Championship                                   | 07:21   |
| 5                           | A.J. Styles (c) derrotou D'Lo Brown | Luta numa jaula de aço pelo NWA World Heavyweight Championship                     | 10:20   |
| (c) - Campeão antes da luta | |                                                                                    |         |

## NWA/TNA PPV 57
NWA/TNA PPV 57 foi um evento pay-per-view promovido pela NWA-Total Nonstop Action, ocorreu no dia 13 de agosto de 2003 no Fairgrounds Coliseum na cidade de Nashville, Tennessee.

### Resultados
| Nº                          | Lutas | Estipulação                                             | Duração |
| --------------------------- | --- | ------------------------------------------------------- | ------- |
| Dark                        | Harris Brothers (Ron e Don Harris) derrotaram Nate Webb e ???                                                               | Luta de duplas                                          | N/A     |
| Dark                        | Mad Mikey derrotou Austin Aries                                                                                             | Luta individual                                         | N/A     |
| Dark                        | Chris Sabin derrotou Joey Matthews                                                                                          | Luta individual                                         | N/A     |
| Dark                        | Christopher Daniels e Joe E. Legend derrotaram Shawn Daivari e Sean Casey                                                   | Luta de duplas                                          | N/A     |
| Dark                        | Abyss derrotou Matt Sydal e Delirious                                                                                       | Luta Handicap                                           | N/A     |
| 1                           | 3Live Kru (Ron Killings, BG James e Konnan) derrotaram Sinn, Vampire Warrior e Devon Storm                                  | Luta de trios                                           | 05:21   |
| 2                           | Jerry Lynn derrotou Elix Skipper                                                                                            | Luta individual                                         | 03:58   |
| 3                           | Frankie Kazarian vs. Michael Shane acabou sem vencedor.                                                                     | Luta de escadas                                         | 08:53   |
| 4                           | Kid Kash derrotou Bobby Eaton                                                                                               | Luta individual                                         | 03:36   |
| 5                           | Raven derrotou Shane Douglas                                                                                                | Luta individual                                         | 10:55   |
| 6                           | Dusty Rhodes e America's Most Wanted (James Storm e Chris Harris) derrotaram Simon Diamond, Johnny Swinger e Glenn Gilberti | Luta de trios                                           | 08:35   |
| 7                           | A.J. Styles (c) derrotou Low-Ki                                                                                             | Luta individual pelo NWA World Heavyweight Championship | 14:54   |
| (c) - Campeão antes da luta | |                                                         |         |

## NWA/TNA PPV 58
NWA/TNA PPV 58 foi um evento pay-per-view promovido pela NWA-Total Nonstop Action, ocorreu no dia 20 de agosto de 2003 no Fairgrounds Coliseum na cidade de Nashville, Tennessee.

### Resultados
| Nº                          | Lutas | Estipulação                                                                           | Duração |
| --------------------------- | --- | ------------------------------------------------------------------------------------- | ------- |
| Dark                        | Mad Mikey derrotou Alter Boy Luke | Luta individual                                                                       | N/A     |
| Dark                        | Glen Gilberti derrotou Pogo the Clown | Luta individual                                                                       | N/A     |
| 1                           | Michael Shane derrotou Frankie Kazarian e Chris Sabin | Luta Ultimate X pelo vago NWA X Division Championship                                 | 13:27   |
| 2                           | Simon Diamond e Johnny Swinger derrotaram America's Most Wanted (James Storm e Chris Harris)                                                                                 | Double Luta de correias                                                               | 08:27   |
| 3                           | Slash e Sinn derrotaram CM Punk e Julio Dinero | Luta de duplas                                                                        | 07:04   |
| 4                           | Jeff Jarrett e Erik Watts derrotaram Christopher Daniels e Joe E. Legend | Luta de duplas                                                                        | 08:18   |
| 5                           | Raven derrotou Shane Douglas, Abyss, D'Lo Brown, Christopher Daniels, BG James, Kid Kash, Ron Killings, Konnan, Joe E. Legend , Mad Mikey, Raven, The Sandman e Sonny Siaki. | Luta Gauntlet para definir o desafiante nº um pelo NWA World Heavyweight Championship | 22:22   |
| (c) - Campeão antes da luta | |                                                                                       |         |

## NWA/TNA PPV 59
NWA/TNA PPV 59 foi um evento pay-per-view promovido pela NWA-Total Nonstop Action, ocorreu no dia 27 de agosto de 2003 no Fairgrounds Coliseum na cidade de Nashville, Tennessee.

### Resultados
| Nº                          | Lutas                                                                                              | Estipulação                                             | Duração |
| --------------------------- | -------------------------------------------------------------------------------------------------- | ------------------------------------------------------- | ------- |
| Dark                        | Kid Kash derrotou Johnny Storm                                                                     | Luta individual                                         | N/A     |
| Dark                        | Julio Dinero e CM Punk derrotaram Onyx e Matt Sydal                                                | Luta de duplas                                          | N/A     |
| Dark                        | Mad Mikey derrotou Lazz                                                                            | Luta individual                                         | N/A     |
| 1                           | 3Live Kru (Konnan, Ron Killings e BG James) vs. Shane Douglas, Sinn e Slash acabou sem vencedores. | Luta de trios                                           | 07:09   |
| 2                           | Sonny Siaki derrotou D'Lo Brown                                                                    | Luta individual                                         | 04:55   |
| 3                           | Michael Shane (c) derrotou Jerry Lynn                                                              | Luta individual pelo NWA X Division Championship        | 12:22   |
| 4                           | Abyss derrotou The Sandman                                                                         | Luta individual                                         | 03:31   |
| 5                           | Simon Diamond e Johnny Swinger derrotaram America's Most Wanted (James Storm e Chris Harris) (c)   | Luta de duplas pelo NWA World Tag Team Championship     | 09:08   |
| 6                           | Glen Gilberti derrotou Dusty Rhodes                                                                | Luta de correias                                        | 04:11   |
| 7                           | A.J. Styles (c) derrotou Raven                                                                     | Luta individual pelo NWA World Heavyweight Championship | 15:02   |
| (c) - Campeão antes da luta | |                                                         |         |

## NWA/TNA PPV 60
NWA/TNA PPV 60 foi um evento pay-per-view promovido pela NWA-Total Nonstop Action, ocorreu nos dias 20 e 27 de agosto e exibido em  3 de setembro de 2003 no Fairgrounds Coliseum na cidade de Nashville, Tennessee.

### Resultados
| Nº | Lutas | Estipulação                                | Duração |
| -- | --- | ------------------------------------------ | ------- |
| 1  | Mad Mikey derrotou Lazz | Luta individual                            | 01:50   |
| 2  | Juventud Guerrera derrotou Nosawa | Primeira rodada da Super X Tournament 2003 | 04:31   |
| 3  | Teddy Hart derrotou Johnny Storm | Primeira rodada da Super X Tournament 2003 | 3:42    |
| 4  | Chris Sabin derrotou Jerry Lynn | Primeira rodada da Super X Tournament 2003 | 3:30    |
| 5  | Frankie Kazarian derrotou Michael Shane | Primeira rodada da Super X Tournament 2003 | 03:25   |
| 6  | Juventud Guerrera derrotou Teddy Hart | Semifinal da Super X Tournament 2003       | 09:59   |
| 7  | Chris Sabin derrotou Frankie Kazarian | Semifinal da Super X Tournament 2003       | 07:31   |
| 8  | Chris Sabin derrotou Juventud Guerrera | Final da Super X Tournament 2003           | 14:46   |
| 9  | Raven, James Storm, Chris Harris, D'Lo Brown e Jeff Jarrett derrotaram Shane Douglas, Simon Diamond, Johnny Swinger, Christopher Daniels e A.J. Styles | Luta WarGames                              | 20:38   |

## NWA/TNA PPV 61
NWA/TNA PPV 61 foi um evento pay-per-view promovido pela NWA-Total Nonstop Action, ocorreu no dia 17 de setembro de 2003 no Fairgrounds Coliseum na cidade de Nashville, Tennessee.

### Resultados
| Nº                          | Lutas | Estipulação                                                                              | Duração |
| --------------------------- | --- | ---------------------------------------------------------------------------------------- | ------- |
| Xplosion                    | Erik Watts derrotou Rip Stone | Luta individual                                                                          | N/A     |
| Xplosion                    | Elix Skipper derrotou Jerrelle Clark | Luta individual                                                                          | N/A     |
| Xplosion                    | Christopher Daniels derrotou Justice | Luta individual                                                                          | N/A     |
| Xplosion                    | CM Punk e Julio Dinero derrotaram J-Rocc e ??? | Luta de duplas                                                                           | N/A     |
| Xplosion                    | Sean Casey derrotou Kato Kung Lee, Jr. | Luta individual                                                                          | N/A     |
| 1                           | 3Live Kru (BG James e Ron Killings) derrotaram Abyss e Kid Kash, America's Most Wanted (Chris Harris e James Storm) e The Disciples of the New Church (Sinn e Slash) | Luta Four Corners para definir os desafiantes nº um pelo NWA World Tag Team Championship | 07:16   |
| 2                           | Sonny Siaki derrotou D'Lo Brown | Luta de caixões                                                                          | 05:24   |
| 3                           | Michael Shane, Chris Sabin e Nosawa derrotaram Juventud Guerrera, Frankie Kazarian e Eric Young                                                                      | Luta de trios                                                                            | 09:12   |
| 4                           | Simon Diamond e Johnny Swinger derrotaram Mad Mikey e Shark Boy | Luta de duplas                                                                           | 04:54   |
| 5                           | A.J. Styles (c) derrotou Jerry Lynn | Luta individual pelo NWA World Heavyweight Championship                                  | 09:05   |
| 6                           | Shane Douglas derrotou Raven | Luta cabelo vs. cabelo                                                                   | 17:01   |
| (c) - Campeão antes da luta | |                                                                                          |         |

NWA/TNA PPV 62 foi um evento pay-per-view promovido pela NWA-Total Nonstop Action, ocorreu no dia 24 de setembro de 2003 no Fairgrounds Coliseum na cidade de Nashville, Tennessee.
| Nº   | Lutas | Estipulação            | Duração |
| ---- | --- | ---------------------- | ------- |
| Dark | Harris Brothers (Ron e Don Harris) derrotaram Chris Hero e Tim McCloud | Luta de duplas         | N/A     |
| Dark | Abyss derrotou Delirious e Kurt Daniels | Luta Handicap          | N/A     |
| Dark | Sonny Siaki e Ekmo derrotaram Axis e Python | Luta de duplas         | N/A     |
| Dark | Michael Shane derrotou Jason Porcaro | Luta individual        | N/A     |
| Dark | America's Most Wanted (Chris Harris e James Storm) derrotaram The Naturals (Chase Stevens e Andy Douglas) | Luta de duplas         | N/A     |
| 1    | Jerry Lynn derrotou Frankie Kazarian, Juventud Guerrera, Nosawa e Chris Sabin - Guerrera eliminou Nosawa (03:41). - Sabin eliminou Kazarian (08:58). - Lynn eliminou Guerrera (11:41). - Lynn derrotou Sabin (15:11). | Luta de eliminação     | 15:11   |
| 2    | Rick Santel e Chris Vaughn derrotaram Ryan Wilson e Kevin Northcutt | Luta de duplas         | 06:24   |
| 3    | Terry Taylor derrotou Kid Kash | Luta individual        | 06:11   |
| 4    | Jeff Jarrett derrotou Christopher Daniels | Luta individual        | 07:18   |
| 5    | Simon Diamond, David Young e Glen Gilbertti derrotaram 3Live Kru (Konnan, BG James e Ron Killings) | Luta de trios          | 09:57   |
| 5    | Dusty Rhodes vs. A.J. Styles acabou sem vencedor | Luta Bunkhouse         | 04:24   |
| 6    | Raven, CM Punk e Julio Dinero derrotaram Sinn, Slash e Shane Douglas | Luta Triple Dog Collar | 07:50   |

## NWA/TNA PPV 63
NWA/TNA PPV 63 foi um evento pay-per-view promovido pela NWA-Total Nonstop Action, ocorreu no dia 1 de outubro de 2003 no Fairgrounds Coliseum na cidade de Nashville, Tennessee.

### Resultados
| Nº                          | Lutas                                                                                             | Estipulação                                      | Duração |
| --------------------------- | ------------------------------------------------------------------------------------------------- | ------------------------------------------------ | ------- |
| Xplosion                    | Lazz derrotou Don Juan                                                                            | Luta individual                                  | N/A     |
| Xplosion                    | Shane Douglas derrotou Johnny Harts                                                               | Luta individual                                  | N/A     |
| Xplosion                    | Glenn Gilberti derrotou Jarod Steel                                                               | Luta individual                                  | N/A     |
| Xplosion                    | Chris Sabin derrotou John McChesney                                                               | Luta individual                                  | N/A     |
| 1                           | Kid Kash e Abyss derrotaram America's Most Wanted (Chris Harris e James Storm)                    | Luta de duplas                                   | 11:24   |
| 2                           | Michael Shane (c) derrotou Jerry Lynn                                                             | Luta individual pelo NWA X Division Championship | 09:54   |
| 3                           | Christopher Daniels derrotou D'Lo Brown                                                           | Luta individual                                  | 07:59   |
| 4                           | Sonny Siaki e Ekmo derrotaram Mad Mikey e Shark Boy                                               | Luta de duplas                                   | 04:40   |
| 5                           | The Sandman derrotou David Young                                                                  | Luta individual                                  | 04:13   |
| 6                           | 3Live Kru (Konnan, BG James e Ron Killings) derrotaram Vampiro, Slash e Sinn por desqualificação. | Luta de trios                                    | 07:03   |
| 7                           | Jeff Jarrett e Dusty Rhodes derrotaram A.J. Styles e Vince Russo                                  | Luta de duplas                                   | 09:33   |
| (c) - Campeão antes da luta |                                                                                                   |                                                  |         |

## NWA/TNA PPV 64
NWA/TNA PPV 64 foi um evento pay-per-view promovido pela NWA-Total Nonstop Action, ocorreu no dia 8 de outubro de 2003 no Fairgrounds Coliseum na cidade de Nashville, Tennessee.

### Resultados
| Nº                          | Lutas | Estipulação                                             | Duração |
| --------------------------- | --- | ------------------------------------------------------- | ------- |
| Xplosion                    | Vampiro derrotou Chino Martinez | Luta individual                                         | N/A     |
| Xplosion                    | Sonny Siaki e Ekmo derrotaram Zero e AM Vishion | Luta de duplas                                          | N/A     |
| Xplosion                    | Shane Douglas derrotou Willie Richardson | Luta individual                                         | N/A     |
| Xplosion                    | CM Punk e Julio Dinero derrotaram Delirious e Sebastian | Luta de duplas                                          | N/A     |
| 1                           | Ryan Wilson e Kevin Northcutt derrotaram D'Lo Brown e Chris Vaughn | Luta de duplas                                          | 04:44   |
| 2                           | Michael Shane (c) derrotou Chris Sabin | Luta individual pelo NWA X Division Championship        | 07:32   |
| 3                           | Simon Diamond, Johnny Swinger e Glenn Gilberti derrotaram 3Live Kru (Konnan, BG James e Ron Killings) - Swinger eliminou Konnan (03:57). - James eliminou Swinger (05:14). - Diamond eliminou James (07:01). - Killings eliminou Diamond (09:16). - Gilberti derrotou Killings (11:12). | Luta de eliminação                                      | 11:12   |
| 4                           | Christopher Daniels derrotou Frankie Kazarian | Luta individual                                         | 05:59   |
| 5                           | America's Most Wanted Chris Harris e James Storm) derrotaram Abyss e Kid Kash | Luta de duplas                                          | 07:51   |
| 6                           | Raven derrotou Sinn | Luta individual                                         | 02:54   |
| 7                           | A.J. Styles (c) derrotou Dusty Rhodes | Luta individual pelo NWA World Heavyweight Championship | 15:43   |
| (c) - Campeão antes da luta | |                                                         |         |

## NWA/TNA PPV 65
NWA/TNA PPV 65 foi um evento pay-per-view promovido pela NWA-Total Nonstop Action, ocorreu no dia 15 de outubro de 2003 no Fairgrounds Coliseum na cidade de Nashville, Tennessee.

### Resultados
| Nº                          | Lutas | Estipulação                                      | Duração |
| --------------------------- | --- | ------------------------------------------------ | ------- |
| Dark                        | Sean Casey derrotou Rudy Boy Gonzalez                                                                       | Luta individual                                  | N/A     |
| Dark                        | Ryan Wilson derrotou Jacey North                                                                            | Luta individual                                  | N/A     |
| Dark                        | David Young e Glenn Gilberti derrotaram Masada e Mike Foxx                                                  | Luta de duplas                                   | N/A     |
| Dark                        | Shane Douglas derrotou Tony Sweat                                                                           | Luta individual                                  | N/A     |
| Dark                        | Chris Sabin derrotou Chad Collyer                                                                           | Luta individual                                  | N/A     |
| 1                           | Dusty Rhodes e America's Most Wanted (Chris Harris e James Storm) derrotaram Sonny Siaki, Ekmo e Joe Legend | Luta de trios                                    | 08:41   |
| 2                           | Michael Shane (c) derrotou Christopher Daniels                                                              | Luta individual pelo NWA X Division Championship | 09:56   |
| 3                           | Kevin Northcutt derrotou Erik Watts                                                                         | Luta individual                                  | 04:28   |
| 4                           | Sonjay Dutt e Eric Young derrotaram El Fuego e Jerrel Clark                                                 | Luta de duplas                                   | 07:02   |
| 5                           | Danny Doring e Roadkill derrotaram Simon Diamond e Johnny Swinger                                           | Luta de duplas                                   | 06:12   |
| 6                           | Abyss derrotou Kid Kash                                                                                     | Luta individual                                  | 05:37   |
| 7                           | Vampiro e Slash derrotaram CM Punk e Julio Dinero                                                           | Luta de duplas                                   | 04:18   |
| (c) - Campeão antes da luta | |                                                  |         |

## NWA/TNA PPV 66
NWA/TNA PPV 66 foi um evento pay-per-view promovido pela NWA-Total Nonstop Action, ocorreu no dia 22 de outubro de 2003 no Fairgrounds Coliseum na cidade de Nashville, Tennessee.

### Resultados
| Nº                          | Lutas | Estipulação                                             | Duração |
| --------------------------- | --- | ------------------------------------------------------- | ------- |
| Dark                        | Shane Douglas derrotou Brian Gamble                                                                       | Luta individual                                         | N/A     |
| Dark                        | David Young derrotou Jimmy Rave                                                                           | Luta individual                                         | N/A     |
| Dark                        | Abyss derrotou CB Cane                                                                                    | Luta individual                                         | N/A     |
| Dark                        | CM Punk e Julio Dinero derrotaram Nate Mattson e Breyer Wellington                                        | Luta de duplas                                          | N/A     |
| 1                           | 3Live Kru (Konnan, Ron Killings e BG James) derrotaram Ekmo, Sonny Siaki e Joe Legend                     | Luta de trios                                           | 05:47   |
| 2                           | Kid Kash derrotou Sonjay Dutt                                                                             | Luta individual                                         | 04:40   |
| 3                           | Simon Diamond e Johnny Swinger (c) derrotaram Danny Doring e Roadkill                                     | Luta de duplas pelo NWA World Tag Team Championship     | 07:00   |
| 4                           | Michael Shane (c) derrotou Christopher Daniels e Chris Sabin                                              | Luta triangular pelo NWA X Division Championship        | 10:12   |
| 5                           | Raven derrotou Slash                                                                                      | Luta Dog Collar                                         | 04:25   |
| 6                           | America's Most Wanted (Chris Harris e James Storm) derrotaram The Naturals (Andy Douglas e Chase Stevens) | Luta de duplas                                          | 06:04   |
| 7                           | Jeff Jarrett derrotou A.J. Styles (c)                                                                     | Luta individual pelo NWA World Heavyweight Championship | 12:13   |
| (c) - Campeão antes da luta | |                                                         |         |

## NWA/TNA PPV 67
NWA/TNA PPV 67 foi um evento pay-per-view promovido pela NWA-Total Nonstop Action, ocorreu no dia 29 de outubro de 2003 no Fairgrounds Coliseum na cidade de Nashville, Tennessee.

### Resultados
| Nº                          | Lutas                                                                                      | Estipulação                                             | Duração |
| --------------------------- | ------------------------------------------------------------------------------------------ | ------------------------------------------------------- | ------- |
| Dark                        | Simon Diamond e Johnny Swinger derrotaram Johnny Thunder e Vic Divine                      | Luta de duplas                                          | N/A     |
| Dark                        | Shane Douglas derrotou Henry Hoss                                                          | Luta individual                                         | N/A     |
| Dark                        | CM Punk e Julio Dinero derrotaram The Solution                                             | Luta de duplas                                          | N/A     |
| Dark                        | A.J. Styles derrotou Nate Webb                                                             | Luta individual                                         | N/A     |
| 1                           | America's Most Wanted (Chris Harris e James Storm) derrotaram David Young e Glenn Gilberti | Luta de duplas                                          | 11:30   |
| 2                           | Michael Shane derrotou Sonjay Dutt                                                         | Luta individual                                         | 07:05   |
| 3                           | Erik Watts e Don Harris derrotaram Kevin Northcutt e Ryan Wilson                           | Luta de duplas                                          | 04:55   |
| 4                           | Sonny Siaki e Ekmo derrotaram Danny Doring e Roadkill                                      | Luta de duplas                                          | 06:00   |
| 5                           | Kid Kash derrotou Abyss                                                                    | Luta Chair on a Pole First Blood                        | 06:37   |
| 6                           | Raven derrotou Vampiro por submissão                                                       | Luta Hanging                                            | 12:37   |
| 7                           | Jeff Jarrett (c) derrotou Jim Duggan                                                       | Luta individual pelo NWA World Heavyweight Championship | 03:40   |
| 8                           | Rick Steiner derrotou Jeff Jarrett (c) por desqualificação.                                | Luta individual pelo NWA World Heavyweight Championship | 03:04   |
| (c) - Campeão antes da luta |                                                                                            |                                                         |         |

## NWA/TNA PPV 68
NWA/TNA PPV 68 foi um evento pay-per-view promovido pela NWA-Total Nonstop Action, ocorreu no dia 5 de novembro de 2003 no Fairgrounds Coliseum na cidade de Nashville, Tennessee.

### Resultados
| Nº                          | Lutas | Estipulação                                             | Duração |
| --------------------------- | --- | ------------------------------------------------------- | ------- |
| Dark                        | Christopher Daniels derrotou Chance Prophet                                                              | Luta individual                                         | N/A     |
| Dark                        | Simon Diamond e Johnny Swinger derrotaram Scott Matthews e John Saxon                                    | Luta de duplas                                          | N/A     |
| Dark                        | A.J. Styles derrotou JR Ryder                                                                            | Luta individual                                         | N/A     |
| 1                           | Julio Dinero e CM Punk derrotaram Kid Kash e Lazz                                                        | Luta de duplas                                          | 07:22   |
| 2                           | Shane Douglas derrotou The Sandman                                                                       | Luta individual                                         | 04:51   |
| 3                           | Sonny Siaki e Ekmo derrotaram America's Most Wanted (Chris Harris e James Storm)                         | Luta de duplas                                          | 09:09   |
| 4                           | X derrotou Chad Collyer, Christopher Daniels, Sonjay Dutt, Low-Ki, Chris Sabin, Shark Boy e Johnny Storm | 8-Man Battle Royal                                      | 10:17   |
| 5                           | 3Live Kru (BG James e Ron Killings) derrotaram Glen Gilbertti e David Young                              | Luta de duplas                                          | 04:15   |
| 6                           | Raven derrotou Jim Mitchell                                                                              | Luta Last Man Standing                                  | 04:59   |
| 7                           | Sting derrotou Jeff Jarrett (c) por desqualificação.                                                     | Luta individual pelo NWA World Heavyweight Championship | 08:45   |
| (c) - Campeão antes da luta | |                                                         |         |

## NWA/TNA PPV 69
NWA/TNA PPV 69 foi um evento pay-per-view promovido pela NWA-Total Nonstop Action, ocorreu no dia 12 de novembro de 2003 no Fairgrounds Coliseum na cidade de Nashville, Tennessee.

### Resultados
| Nº       | Lutas | Estipulação                              | Duração |
| -------- | --- | ---------------------------------------- | ------- |
| Dark     | X derrotou Jonny Storm | Luta individual                          | N/A     |
| Dark     | CM Punk e Julio Dinero derrotaram Roderick Strong e Caprice Coleman                                                              | Luta de duplas                           | N/A     |
| Xplosion | Erik Watts derrotou John Saxon                                                                                                   | Luta individual                          | N/A     |
| Xplosion | Joe Legend derrotou Chris Hero                                                                                                   | Luta individual                          | N/A     |
| Xplosion | Konnan, Ron Killings e BG James derrotaram Nate Webb, Jared Steele e Johnny Curtis                                               | Luta de trios                            | N/A     |
| 1        | Ron Killings derrotou Julio Dinero, Ekmo, Glen Gilberti, Chris Harris, BG James, CM Punk, Sonny Siaki, James Storm e David Young | Luta Gauntlet                            | 13:01   |
| 2        | Christopher Daniels derrotou Low-Ki                                                                                              | Luta válida pelo Invitational Tournament | 09:45   |
| 3        | Sonjay Dutt derrotou Chad Collyer                                                                                                | Luta válida pelo Invitational Tournament | 06:22   |
| 4        | Abyss derrotou Don Harris | Luta individual                          | 07:08   |
| 5        | Kevin Northcutt e Ryan Wilson derrotaram Raven e The Sandman                                                                     | Luta de duplas                           | 07:48   |
| 6        | Sting e A.J. Styles derrotaram Jeff Jarrett e Lex Luger                                                                          | Luta de duplas                           | 10:35   |

## NWA/TNA PPV 70
NWA/TNA PPV 70 foi um evento pay-per-view promovido pela NWA-Total Nonstop Action, ocorreu no dia 19 de novembro de 2003 no Fairgrounds Coliseum na cidade de Nashville, Tennessee.

### Resultados
| Nº                          | Lutas | Estipulação                                         | Duração |
| --------------------------- | --- | --------------------------------------------------- | ------- |
| Dark                        | Black Pearl derrotou Nate Webb | Luta individual                                     | N/A     |
| Dark                        | Don Harris derrotou Shadow | Luta individual                                     | N/A     |
| Dark                        | Michael Shane derrotou Fast Eddie | Luta individual                                     | N/A     |
| Dark                        | Glenn Gilberti e David Young derrotaram Mikey Tenderfoot e Z-Barr                                                                    | Luta de duplas                                      | N/A     |
| Dark                        | Shane Douglas derrotou Hotstuff Hernandez                                                                                            | Luta individual                                     | N/A     |
| Dark                        | America's Most Wanted (Chris Harris e James Storm) derrotaram The Naturals (Andy Douglas e Chase Stevens)                            | Luta de duplas                                      | N/A     |
| 1                           | Raven, Erik Watts e The Sandman derrotaram Kevin Northcutt, Ryan Wilson e Joe Legend                                                 | Luta Clockwork Orange House of Fun                  | 08:22   |
| 2                           | Kid Kash derrotou Shark Boy | Luta individual                                     | 03:56   |
| 3                           | Julio Dinero e CM Punk derrotaram Sonny Siaki e Ekmo Fatu                                                                            | Luta de duplas                                      | 05:15   |
| 4                           | Chris Sabin derrotou David Young | Luta individual                                     | 00:02   |
| 5                           | Chris Sabin derrotou David Young | Luta individual                                     | 02:22   |
| 6                           | Simon Diamond e Johnny Swinger (c) vs. 3Live Kru (Ron Killings e BG James) acabou sem vencedor, com o resultado o título ficou vago. | Luta de duplas pelo NWA World Tag Team Championship | 08:56   |
| 7                           | Sonjay Dutt derrotou X e Christopher Daniels                                                                                         | Luta triangular                                     | 10:41   |
| 8                           | A.J. Styles derrotou Abyss | Luta individual                                     | 13:53   |
| (c) - Campeão antes da luta | |                                                     |         |

## NWA/TNA PPV 71
NWA/TNA PPV 71 foi um evento pay-per-view promovido pela NWA-Total Nonstop Action, ocorreu no dia 26 de novembro de 2003 no Fairgrounds Coliseum na cidade de Nashville, Tennessee.

### Resultados
| Nº                          | Lutas                                                                                                 | Estipulação                                                   | Duração |
| --------------------------- | --- | ------------------------------------------------------------- | ------- |
| Dark                        | Shane Douglas derrotou Ty Smiley                                                                      | Luta individual                                               | N/A     |
| Dark                        | Christopher Daniels derrotou Matt Sydal                                                               | Luta individual                                               | N/A     |
| Dark                        | America's Most Wanted (Chris Harris e James Storm) derrotaram Chris Hero e Chris Sanders              | Luta de duplas                                                | N/A     |
| Dark                        | A.J. Styles derrotou Scotty Matthews                                                                  | Luta individual                                               | N/A     |
| 1                           | Kid Kash derrotou Low-Ki                                                                              | Luta individual                                               | 09:25   |
| 2                           | Abyss derrotou Shark Boy                                                                              | Luta individual                                               | 03:32   |
| 3                           | Chris Sabin derrotou X                                                                                | Luta individual                                               | 06:20   |
| 4                           | Raven derrotou Joe Legend                                                                             | Luta individual                                               | 04:16   |
| 5                           | Raven vs. Kevin Northcutt acabou sem vencedor.                                                        | Luta individual                                               | 01:35   |
| 6                           | Michael Shane (c) derrotou Sonjay Dutt                                                                | Luta individual pelo NWA X Division Championship              | 06:21   |
| 7                           | 3Live Kru (Konnan, Ron Killings e BG James) derrotaram Glenn Gilberti, Simon Diamond e Johnny Swinger | Luta de trios pelo vago NWA World Tag Team Championship       | 08:58   |
| 8                           | Jeff Jarrett (c) vs. Dusty Rhodes acabou sem vencedor.                                                | Luta Lumberjack Strap pelo NWA World Heavyweight Championship | 06:20   |
| (c) - Campeão antes da luta | |                                                               |         |

## NWA/TNA PPV 72
NWA/TNA PPV 72 foi um evento pay-per-view promovido pela NWA-Total Nonstop Action, ocorreu no dia 3 de dezembro de 2003 no Fairgrounds Coliseum na cidade de Nashville, Tennessee.

### Resultados
| Nº                          | Lutas | Estipulação                                             | Duração |
| --------------------------- | --- | ------------------------------------------------------- | ------- |
| Dark                        | Konnan, Ron Killings e BG James derrotaram Frankie Capone, Nate Webb e Adam Roberts                                       | Luta de trios                                           | N/A     |
| Dark                        | Abyss derrotou Delirious e Matt Sydal                                                                                     | Luta Handicap                                           | N/A     |
| Dark                        | Erik Watts derrotou Chris Hero                                                                                            | Luta individual                                         | N/A     |
| Dark                        | Sonny Siaki derrotou Onyx                                                                                                 | Luta individual                                         | N/A     |
| Dark                        | Shark Boy derrotou Matt Stryker                                                                                           | Luta individual                                         | N/A     |
| 1                           | Low-Ki derrotou Christopher Daniels e Kid Kash                                                                            | Luta triangular                                         | 09:57   |
| 2                           | Shane Douglas e Michael Shane derrotaram Chris Sabin e Sonjay Dutt                                                        | Luta de duplas                                          | 08:05   |
| 3                           | X derrotou Don Harris | Luta individual                                         | 04:14   |
| 4                           | America's Most Wanted (James Storm e Chris Harris) derrotaram Glen Gilberti e David Young, Simon Diamond e Johnny Swinger | Luta triangular                                         | 08:50   |
| 5                           | Abyss, Kevin Northcutt e Joe Legend derrotaram Raven, Julio Dinero e CM Punk                                              | Luta de trios                                           | 06:21   |
| 6                           | Jeff Jarrett (c) derrotou A.J. Styles                                                                                     | Luta individual pelo NWA World Heavyweight Championship | 19:26   |
| (c) - Campeão antes da luta | |                                                         |         |

## NWA/TNA PPV 73
NWA/TNA PPV 73 foi um evento pay-per-view promovido pela NWA-Total Nonstop Action, ocorreu no dia 10 de dezembro de 2003 no Fairgrounds Coliseum na cidade de Nashville, Tennessee.

### Resultados
| Nº                          | Lutas                                                                                                 | Estipulação                                         | Duração |
| --------------------------- | --- | --------------------------------------------------- | ------- |
| Dark                        | Sonny Siaki derrotou Adam Booker                                                                      | Luta individual                                     | N/A     |
| Dark                        | Elix Skipper derrotou Brian Gamble                                                                    | Luta individual                                     | N/A     |
| Dark                        | Shark Boy derrotou David Young                                                                        | Luta individual                                     | N/A     |
| Dark                        | Sonjay Dutt derrotou John McChesney                                                                   | Luta individual                                     | N/A     |
| Dark                        | Simon Diamond e Johnny Swinger derrotaram J-Rocc e Jason Porcaro                                      | Luta de duplas                                      | N/A     |
| 1                           | Kid Kash derrotou Don Harris                                                                          | Luta individual                                     | 02:39   |
| 2                           | Michael Shane (c) derrotou Christopher Daniels por desqualificação.                                   | Luta individual pelo NWA X Division Championship    | 10:28   |
| 3                           | 3Live Kru (Ron Killings e BG James) (c) derrotaram America's Most Wanted (James Storm e Chris Harris) | Luta de duplas pelo NWA World Tag Team Championship | 08:05   |
| 4                           | CM Punk e Julio Dinero derrotaram Kevin Northcutt e Joe Legend                                        | Luta de duplas                                      | 07:28   |
| 5                           | Chris Sabin derrotou Shane Douglas                                                                    | Luta individual                                     | 04:43   |
| 6                           | Raven derrotou Abyss por desqualificação.                                                             | Luta individual                                     | 10:54   |
| 7                           | A.J. Styles e D'Lo Brown derrotaram Jeff Jarrett e Kid Kash                                           | Luta de duplas                                      | 12:54   |
| (c) - Campeão antes da luta | |                                                     |         |

## NWA/TNA PPV 74
NWA/TNA PPV 74 foi um evento pay-per-view promovido pela NWA-Total Nonstop Action, ocorreu no dia 17 de dezembro de 2003 no Fairgrounds Coliseum na cidade de Nashville, Tennessee.

### Resultados
| Nº   | Lutas                                                                                         | Estipulação                 | Duração |
| ---- | --------------------------------------------------------------------------------------------- | --------------------------- | ------- |
| Dark | 3Live Kru (Konnan, Ron Killings e BG James) derrotaram Delirious, Nate Webb e Patrick Schultz | Luta de trios               | N/A     |
| Dark | Elix Skipper derrotou Altar Boy Luke                                                          | Luta individual             | N/A     |
| Dark | Shark Boy derrotou Jay Fury                                                                   | Luta individual             | N/A     |
| Dark | Sonny Siaki derrotou Cliff Compton                                                            | Luta individual             | N/A     |
| Dark | Kid Kash derrotou Jerrelle Clark                                                              | Luta individual             | N/A     |
| 1    | Sting derrotou Jeff Jarrett                                                                   | Luta individual             | 08:05   |
| 2    | Christopher Daniels derrotou Chris Sabin                                                      | Luta individual             | 07:18   |
| 3    | America's Most Wanted (James Storm e Chris Harris) derrotaram Glenn Gilberti e David Young    | Luta Nashville Street Fight | 09:58   |
| 4    | Simon Diamond e Johnny Swinger derrotaram A.J. Styles e D'Lo Brown                            | Luta de duplas              | 10:56   |
| 5    | Michael Shane derrotou Low-Ki                                                                 | Luta individual             | 11:19   |
| 6    | Kevin Northcutt, Joe Legend e Abyss derrotaram Raven, Julio Dinero e CM Punk                  | Luta numa jaula de aço      | 12:40   |